# Poiana Onții, Sălaj
Poiana Onții este un sat în comuna Cristolț din județul Sălaj, Transilvania, România.

## Atracții turistice
- Biserica de lemn „Sfinții Arhangheli Mihail și Gavriil” construită în anul 1780